# Kreacja pieniądza
Kreacja pieniądza − proces, w wyniku którego podaż pieniądza w danym państwie (lub regionie o wspólnej walucie, jak np. strefa euro) podlega zwiększeniu. W warunkach współczesnych systemów bankowych dokonać tego mogą zarówno bank centralny, jak i banki komercyjne. Bank centralny jako jedyna instytucja posiada uprawnienia do emisji pieniądza i może wprowadzić nowe pieniądze do gospodarki (tzw. ekspansywna polityka pieniężna) poprzez zakup aktywów finansowych lub udzielanie pożyczek dla instytucji finansowych.
Banki centralne monitorują i kontrolują ilości pieniądza w gospodarce poprzez pomiar agregatów pieniężnych, takich jak M2 czy M3. 
Banki centralne wpływają na akcję kredytową banków komercyjnych poprzez stopy procentowe, w tym stopę rezerwy obowiązkowej. Luzowanie ilościowe stosowane jest w sytuacjach kryzysowych i związane jest ze znacznym powiększeniem bazy monetarnej przez bank centralny poprzez kupno aktywów, których zwykle nie kupuje. Zazwyczaj bank centralny prowadzi operacje otwartego rynku poprzez zakup krótkoterminowych obligacji rządowych lub zagranicznych. Jednak w czasie kryzysu finansowego bank centralny może również zdecydować się na zakup innych rodzajów aktywów finansowych. Bank centralny może kupić długoterminowe obligacje rządowe, obligacje firmowe, papiery wartościowe zabezpieczone wierzytelnościami, akcje, a nawet udzielać pożyczek komercyjnych. Celem jest pobudzenie rozwoju gospodarczego poprzez zwiększenie płynności i promowanie akcji kredytowej, nawet w sytuacji, kiedy stopy procentowe osiągnęły tak niski poziom, że ich dalsze obniżanie nie jest możliwe. 
Poza tym, w ramach systemu rezerw cząstkowych, pieniądz kreować mogą także banki komercyjne poprzez udzielanie kredytów swoim klientom na bazie powierzonych im depozytów. Kwota kredytu wynosząca maksymalnie wartość depozytu pomniejszoną o stopę rezerwy obowiązkowej jest przekazywana do dyspozycji kredytobiorcy, a jednocześnie depozyt wciąż pozostaje własnością deponenta. Pieniądz wprowadzany do obiegu w formie takiego kredytu jest traktowany, w teorii i praktyce, tak jak nowa gotówka, która w pewnej części staje się nowym depozytem bankowym i po uwzględnieniu stopy rezerwy obowiązkowej może stanowić podstawę dla nowego kredytu. Maksymalną wielkość zasobu pieniądza, jaką może wykreować w ten sposób system bankowy, określa mnożnik kreacji pieniądza. Każda spłata rat kapitałowych jest równoważna trwałemu wycofaniu pieniądza o takiej samej wartości nominalnej z obiegu gospodarczego. Odsetki od długu traktowane są jako przychód banku i wchodzą ponownie do obiegu gospodarczego jako jego wydatki (wynagrodzenia, koszty eksploatacyjne, podatki, dywidendy).